# Nuglar-St. Pantaleon
Nuglar-St. Pantaleon – miejscowość i gmina w północnej Szwajcarii, w kantonie Solura, w jednostce administracyjnej (Amtei) Dorneck-Thierstein, w okręgu Dorneck.

## Demografia
W Nuglar-St. Pantaleon mieszka 1 535 osób. W 2021 roku 9,2% populacji gminy stanowiły osoby urodzone poza Szwajcarią. 